# حلية الأبرار في أحوال محمد وآله الأطهار
كتاب في أحوال النبيّ وأوصيائه، من تأليف هاشم البحراني، ألّفه للوزير (إيماني بيك) وفرغ من تأليفه في يوم 18 من شهر ربيع الثاني سنة (1099هـ) واستنسخه في تلك السنة تلميذه الشيخ علي بن عبد الله بن راشد المقابي البحراني، ونسخته مذكورة في المكتبة الرضوية، ويوجد نسخة أخرى منه في كربلاء، مستنسخة عن خطّ المؤلّف تاريخها سنة (1283هـ)، ونسخة ثالثة في مكتبة الميرزا عبد الرزّاق المحمدي الحائري في همدان، ونسخة رابعة في مكتبة المدرسة الفيضية بقم استنسخها محمّد الحسيني وفرغ منها في اليوم 6 من شهر رمضان سنة (1301هـ) في (229) ورقة.
وطبع الكتاب في سنة (1397هـ) في المطبعة العلميّة بقم بتصحيح محمّد بن الحسن التفرشي الدرودي، ووقعت فيه أخطاء كثيرة مطبعيّة، مضافا إلى أنّه يحتاج إلى تحقيق أكثر، فلذلك قامت مؤسّسة «المعارف الإسلامية» التي أسسها  السيد عباس المهري بتجديد طبعه.

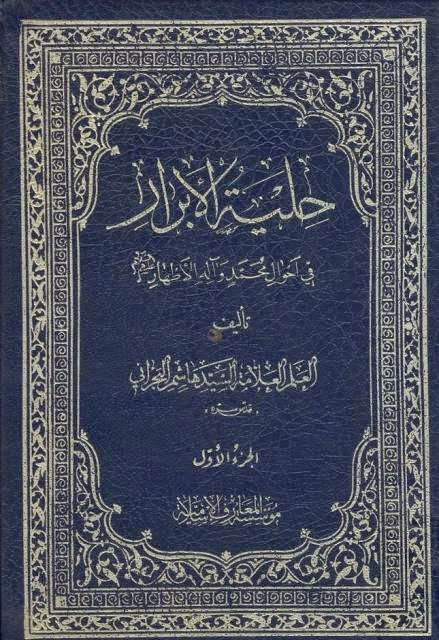
حلية الأبرار في أحوال محمد وآله الأطهار.

## مناهج الكتاب
الكتاب مرتّب على (13) منهجًا وفي كلّ منهج أبواب، أدرج فيها حدود (2300) حديثًا من المصادر المعتبرة التي تقرب نحو مائة كتاب، وفيها كتب قيّمة نادرة لم تطبع إلى الآن. 
المنهج الأوّل: في حلية النبيّ صلى اللّه عليه وآله وصفاته العليا، وفيه سبعون باباً منها: مولده الشريف، توحيده اللّه سبحانه في حال ولادته، بعثته، ثقل الوحي، كيفيّة تبليغه الكافة، أذى المشركين له، الهجرة إلى المدينة، صفاته، معراجه.
المنهج الثاني: في حلية الإمام أمير المؤمنين علي بن أبي طالب عليه السلام وصفاته، وفيه خمسون باباًً منها: في شأنه عليه السلام، مولده الشريف، تربية رسول اللّه (ص) له، أول من أسلم، شدة يقينه وإيمانه، قوّته، شجاعته، عبادته، صفاته الأخلاقية، احتجاجاته مع المخالفين، وصاية رسول الله إليه من طرق الخاصة والعامة.
المنهج الثالث: في الإمام الحسن عليه السلام، وفيه خمسة عشر باباً منها: في شأنه عليه السلام، ميلاده، تسميته، غزارة علمه، عبادته، جوده، النص عليه من رسول الله صلى الله عليه وآله وسلم بالإمامة والوصاية.
المنهج الرابع: في الإمام الحسين عليه السلام، وفيه أحد وعشرون باباً منها: في شأنه، مولده، محبة رسول الله (ص) له، شبهه برسول الله (ص)، علمه، خصاله الحميدة، إقدامه على الشهادة مع علمه.
المنهج الخامس: في الإمام علي بن الحسين زين العابدين عليه السلام، وفيه أحد وعشرون باباً منها: صفاته وخصاله، كثرة عبادته، سجوده، حلمه.
المنهج السادس: في الإمام محمد بن علي الباقر عليه السلام، وفيه ثماية عشر باباً منها: صفاته وخصاله، نشره للعلم، علمه عليه السلام.
المنهج السابع: في الإمام جعفر بن محمّد عليه السلام، وفيه ثلاثون باباً منها: صفاته وخصاله، علمه، أمره مع المنصور.
المنهج الثامن: في الإمام موسى بن جعفر عليه السلام، وفيه اثنان وعشرون باباً منها: صفاته وخصاله، غزارة علمه، حديثه عليه السلام مع النصرانية، اعتراف الرشيد لأبي الحسن موسى عليه السلام بالإمامة والخلافة.
المنهج التاسع: في الإمام علي بن موسى الرضا عليه السلام، وفيه أحد وعشرون باباً منها: صفاته وخصاله، دخوله عليه السلام نيشابور، قصيدة دعبل، العهد من المأمون إلى الإمام أبي الحسن الرضا عليه السلام، خروجه عليه السلام إلى صلاة العيد، مقامات له عليه السلام مع المأمون.
المنهج العاشر: في الإمام الجواد محمد بن علي عليه السلام، وفيه خمسة عشر باباً منها: صفاته وخصاله، كلامه عليه السلام طفلاً، حديثه عليه السلام مع أم الفضل زوجته بنت المأمون، حديثه عليه السلام مع المعتصم والفقهاء والعلماء.
المنهج الحادي عشر: في الإمام علي بن محمد عليه السلام، وفيه ثلاثة عشر باباً منها: ميلاده عليه السلام، علمه، حديثه مع المتوكل في إسلام أبي طالب.
المنهج الثاني عشر: في الإمام الحسن بن علي عليه السلام، وفيه اثنا عشر باباً منها: ميلاده عليه السلام، علمه، حديثه مع أنوش النصراني.
المنهج الثالث عشر: في الإمام الحجة المنتظر المهدي عليه السلام، وفيه ثلاث وخمسون باباً منها: أم القائم عجل الله فرجه، ميلاده عليه السلام، كلامه في بطن أمه وقراءته القرآن وما ظهر من البراهين حال الولادة، صفاته وخصاله، علة الغيبة، علامات ظهوره، أصحابه، سيرته، قتله قتلة الحسين عليه السلام، فيما جاء من طريق العامة في البشارة بالمهدي القائم عليه السلام.